# Kirsch

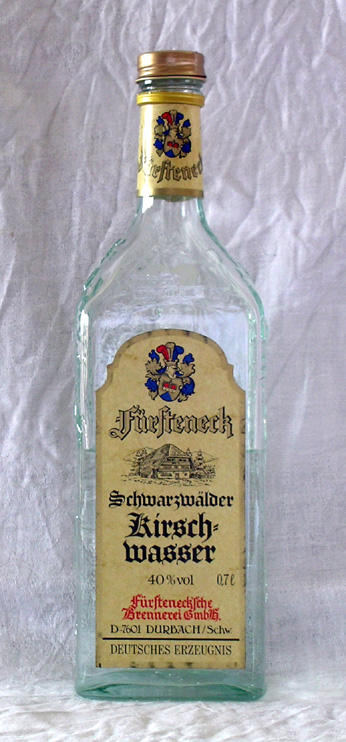
Fürsteneck, kirsch ze Schwarzwaldu

Kirsch, Kirschwasser – wysokoprocentowy (38%–50%) napój alkoholowy wytwarzany z owoców wiśni nieprzeznaczonych do bezpośredniego spożycia; surowcem dla niektórych odmian tego likworu bywają i czereśnie. Kirsz w odróżnieniu od wiśniówki jest bezbarwny i nie jest słodki.
Tradycyjnie (od połowy XIX wieku) produkowany jest w Alzacji, ale także w Niemczech (Schwarzwald), Szwajcarii, Włoszech i Austrii. Na jeden litr kirschu zużywa się około 14 kilogramów dojrzałych, zbieranych na początku lipca owoców. Są one miażdżone (częściowo razem z pestkami, co nadaje produktowi nutę smaku gorzkich migdałów) i prasowane, a następnie poddawane naturalnej fermentacji, po czym przeprowadzana jest pojedyncza albo dwukrotna destylacja. Trunek często leżakuje przed wprowadzeniem do sprzedaży, ale unika się beczek, gdyż nadałyby mu barwę.
Napój podaje się schłodzony albo – lepsze jego gatunki – w temperaturze pokojowej (jak brandy). Kirsch wykorzystywany też bywa jako składnik różnego rodzaju potraw, deserów czy ciast, np. w torcie szwarcwaldzkim dodawany jest do masy wiśniowej i nasącza się nim poszczególne warstwy ciasta, a w szwajcarskim fondue oprócz pozostałych składników dodaje się do smaku kieliszek kirscha.